# Vạn diệp tập

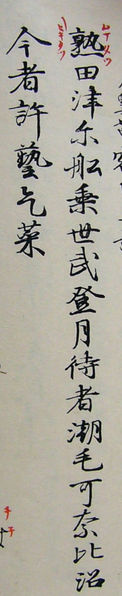
Nữ cơ vương Nukata，Quyển thứ nhất của Vạn diệp tập

Vạn diệp tập (tiếng Nhật: 万葉集 Man'yōshū) - với nghĩa khái quát có thể được hiểu là "tập thơ lưu truyền vạn đời", "tuyển tập hàng vạn bài thơ", "tập thơ vạn trang", "tập thơ vạn lời", "tập thơ của mười ngàn chiếc lá" là tuyển tập thơ của Nhật Bản lớn nhất và cổ xưa nhất còn lại đến ngày nay. Tập thơ có lẽ được Otomo Yakamochi (mất năm 785) và một số người khác biên soạn vào cuối năm 759 đời Thiên hoàng Junnin thời kỳ Nara, theo lệnh của hoàng đế đương triều.

## Tác giả
Vạn diệp tập quy tụ những tác giả trên toàn cõi Nhật Bản suốt bốn thế kỷ: từ hoàng đế, công chúa, vương phi, tướng lĩnh, cho tới binh sĩ, nông dân, người đốn củi, kẻ ăn mày... với gần 400 nhà thơ được định danh, còn lại là khuyết danh. Có thể thấy sự có mặt của chủ biên Otomo Yakamochi trong 16 tập với 415 thi phẩm. Đó là chưa kể ông còn đưa thêm vào thơ của cha ông là Tabito và của họ hàng nhà ông. Tuy nhiên, Yakamochi hoàn toàn xứng đáng, ông và cha của ông được đánh giá là hai trong năm nhà thơ lỗi lạc nhất của Vạn diệp tập, gọi là "Vạn diệp ngũ đại gia" hay "Vạn diệp ngũ danh bút": bao gồm thi thánh Kakinomoto no Hitomaro (662?-710), nhà thơ của thiên nhiên Yamabe no Akahito (700-736), nhà thơ nhân thế Yamanoue no Okura (660-733), nhà thơ của nhãn quan trào lộng Ōtomo no Tabito (665-731) và thi nhân của cái tôi mang phong cách cá nhân rất hiện đại Ōtomo no Yakamochi (718?-785).

## Phân loại

### Phân loại theo thể thơ
Toàn bộ Vạn diệp tập gồm 20 cuốn với 4496 bài thơ viết bằng chữ Nhật kana hay manyogana, hệ thống ghi âm tiếng Nhật bằng chữ Hán, sử dụng 3 thể thơ truyền thống của Nhật:
- Tanka (短歌 đoản ca), thể loại thơ với 31 âm tiết trong 5 câu trong theo cú pháp 5+7+5+7+7, chiếm số lượng lớn nhất trong Vạn diệp tập với 4173 bài.
- Chōka (長歌 trường ca, còn gọi là nagauta), thể loại thơ không giới hạn về số câu, có khi dài đến 150 câu, trong Vạn diệp tập có 262 bài.
- Sedoka (旋頭歌 toàn/tuyền đầu ca, tức thể thơ lặp lại phần đầu), mỗi bài có 38 âm tiết chia 6 dòng (5+7+7 và 5+7+7), trong Vạn diệp tập có 61 bài.

Một số tài liệu làm tròn số Vạn diệp tập gồm 4500 bài thơ trong đó có 4200 bài tanka, 260 chōka và 60 sedoka.
Trong khi hai thể chōka và sedoka đạt được vẻ đẹp tráng lệ trong thời Nara nhưng đã không còn được ưa chuộng về sau, và các nhà nghiên cứu hiện nay khi tìm hiểu những thể loại này thường chỉ còn dựa vào hợp tuyển Vạn diệp tập, thì thể tanka vẫn tiếp tục phát triển và được đánh giá là thể thơ quan trọng nhất của mười hai thế kỷ thơ ca Nhật Bản, xứng đáng với tên gọi về sau là waka (和歌, Hòa ca, thơ Nhật). Mặc dù waka nguyên là tên chung cho các loại thơ khác nhau của người Nhật phân biệt với thơ Trung Quốc, nhưng từ cuối thế kỷ 8 trở đi chữ waka được xem là đồng nghĩa với tanka.

### Phân loại theo đề tài
Là một bộ bách khoa thư về văn hóa, con người và đất nước Nhật Bản cổ xưa, Vạn diệp tập bao quát những đề tài hết sức rộng lớn tập trung trong ba mảng chính:
- Tạp ca (zoka) miêu tả những chuyến ngao du, những bữa tiệc, những truyền thuyết, nói chung là những vấn đề xã hội;
- Tương văn ca (somonka) chủ yếu nói về tình yêu nam nữ;
- Vãn ca (banka) là những bi ca về cái chết.

Ngoài kiểu phân loại có lẽ dựa theo cách phân chia thơ ca Trung Hoa như trên, còn có thể xếp các bài trong Vạn diệp tập theo chủ đề: thơ thù tạc, thơ trữ tình, thơ tự sự, thơ thường nhật, thơ nhật ký, thơ viễn du, v.v. Tuy nhiên hầu như không có các bài thơ giáo huấn, thơ thời sự, thơ châm biếm hay phản ánh chiến tranh, những đề tài phổ biến trong thơ ca Trung Hoa đương thời (thơ Đường), mặc dù ảnh hưởng của văn hóa Trung Hoa rất lớn trong đời sống Nhật Bản giai đoạn này, và các nhà thơ Nhật Bản cổ xưa rất am hiểu thơ Trung Hoa. Điều đó chứng tỏ nguồn cảm hứng thơ ca của các thi nhân Nhật Bản cổ đại hoàn toàn từ tiếng nói, tình cảm, tâm hồn và quê hương xứ sở Nhật Bản.

### Phân chia theo lịch đại
Cách phân chia này cho phép tách thơ của Vạn diệp tập thành 4 thời kỳ:
- Thời kỳ đầu kéo dài từ huyền sử đến loạn Jinshin năm 672. Những nhà thơ của thời kỳ này đều thuộc tầng lớp cao nhất trong giới quý tộc cung đình, như các thiên hoàng và hoàng thân quốc thích. Thời kỳ này nổi tiếng với những bài thơ của nhà thơ nữ vĩ đại, công chúa Nukada, như những đóa hoa đầu mùa đẹp nhất của thể loại waka và văn chương nữ lưu.
- Thời kỳ thứ hai gồm khoảng 40 năm trước khi thành lập kinh đô Nara vào những năm 710, đây là thời kỳ của nhà thơ trữ tình kiệt xuất Kakinomoto no Hitomaro mà chiếc bóng vĩ đại của ông như che phủ Vạn diệp tập với 19 bài choka và 75 bài tanka, và 380 bài thơ mà Vạn diệp tập lấy từ Hitomaro ca tập (Hitomaro kashu) mà người ta không biết rõ bài nào đích thực là sáng tác của Hitomaro.
- Thời kỳ thứ ba gồm 30 năm đầu của thế kỷ thứ VIII, với các nhà thơ nổi tiếng như Akahito, Tabito, Okura v.v..
- Thời kỳ thứ tư của Vạn diệp tập gồm 30 năm từ năm 730 đến 760, với hình bóng của Yakamochi trong những năm trước khi ông đạt 42 tuổi vào năm 759. Yakamochi đã trở thành niềm vinh quang chói sáng trong thời đại cuối cùng của Vạn diệp tập.

## Khái quát về các quyển thơ
- Quyển 1: hoàn toàn là tạp ca
- Quyển 2: tương văn ca và vãn ca
- Quyển 3: gồm cả ba thể tài tạp ca, tương văn ca, vãn ca
- Quyển 4: tương văn ca
- Quyển 5: đủ thể tài, có hai bài thơ chữ Hán và nhiều đoạn văn xuôi bằng chữ Hán.
- Quyển 6: tạp ca
- Quyển 7: hầu hết là thơ khuyết danh, nhiều thể tài
- Quyển 8: các bài tương văn ca, chia thành bốn mùa và mùa nào cũng có thơ tình
- Quyển 9: đầy đủ ba thể tài hơn cả
- Quyển 10: là tập dài nhất, chứa đến 539 bài thơ
- Quyển 11 và 12: rất giống nhau về phong cách, xếp theo loại thơ và tất cả đều khuyết danh, ngoại trừ các bài của Hitomaro
- Quyển 13: đủ loại thơ, có cả thơ vấn đáp (mondo)
- Quyển 14: là tập thơ duy nhất xếp loại theo thơ địa phương, nổi tiếng với Những bài ca phương Đông (Azuma uta)
- Quyển 15: xếp thơ theo trình tự thời gian trong những cuộc du hành hay đối đáp về tình yêu
- Quyển 16: tạp ca
- Từ quyển 17 đến 20: là một loại nhật ký thơ ca của Yakamochi gồm thơ của ông và các thân hữu

## Những đề tài chính
Khi xem xét hệ thống đề tài của Vạn diệp tập, có thể nhận thấy đề tài tình yêu và quan hệ nam nữ thấm đẫm trong rất nhiều bài thơ và luôn là tâm điểm của Vạn diệp tập, thậm chí nhiều cuốn toàn thơ tình (quyển 8, quyển 2). Tình yêu trong Vạn diệp tập phản ánh những xúc cảm chân thành rất con người, không hề có sự khác biệt trong cách biểu cảm giữa một hoàng đế, một cung phi hay một nông dân, một người phụ nữ thuộc tầng lớp hạ lưu. Cũng có thể nhận thấy đặc điểm lớn phân biệt bản chất thơ tình trong Vạn diệp tập với thơ ca của những thời đại về sau cũng như với thơ tình Trung Hoa đương thời: thơ tình trong Vạn diệp tập luôn sử dụng hình thức biểu hiện tình yêu của một cá thể (hầu hết là tác giả) với một cá thể khác. Yêu không chỉ là nhận thức của người nói hướng tới một đối tượng bên ngoài, mà còn là sự tác động lên đối tượng ấy bằng những hành động như nụ hôn, ôm ấp, ngủ cùng, hoặc nằm cùng v.v. bao hàm những quan hệ thể xác cụ thể. Tình yêu trong Vạn diệp tập phản ánh đời sống tinh thần hòa ái tươi tắn không bị gò bó trong bất cứ một ràng buộc nào của mọi tầng lớp người dân Nhật Bản cổ đại.
Gần gũi với đề tài tình yêu, Vạn diệp tập còn bộc lộ đời sống tinh thần hết sức phong phú của con người qua những bài vãn ca bi thương viết khi đối diện với cái chết. Có năm loại vãn ca trong hợp tuyển: dạng vãn ca quan phương viết khi hoàng đế băng hà hay một thành viên trong hoàng tộc qua đời; những vãn ca do vợ hoặc chồng viết nhân cái chết của người kia; những bài văn tế của nhà thơ viết cho những người hoàn toàn xa lạ, chẳng hạn khi thấy một thi thể vô thừa nhận; những xúc cảm của con người tuôn ra đầu ngọn bút trong khoảng khắc ngắn ngủi trước khi chết (như khi sắp bị hành hình); và cuối cùng là những vãn ca viết để khóc thương cho những nhân vật truyền thuyết. Có một đặc điểm dễ nhận thấy ở đây, trừ trường hợp một số vãn ca viết cho một lễ tưởng niệm đặc biệt, phần lớn các vãn ca, do tính chất riêng tư của nó, có thể được xếp vào một thể loại thơ tình đã được chuyên biệt hóa, thực sự là tiếng lòng khóc than cho số kiếp người yêu.
Bên cạnh đề tài về tình yêu và nỗi bi ca, những bài thơ trong Vạn diệp tập nuôi dưỡng một tình yêu vĩnh cửu với thiên nhiên tương đối khác biệt với tình yêu con người và những xúc cảm do mất mát người thân tạo ra. Có lẽ bởi tình yêu khó tìm, mất mát khó tránh, nhưng tình cảm với thiên nhiên lại thường trực và bao giờ cũng có thể viết nên một bài thơ tả cảnh tuyệt đẹp. Thiên nhiên trong các bài thơ của Vạn diệp tập là những thắng cảnh nổi tiếng trên đất nước Phù Tang với ngọn núi Fuji, hồ Omi, vùng Yoshino, biển Iwami, cánh đồng hoa Murasaki, những đám mây hoa anh đào, hoa mận trong tuyết trắng và lá thu phong đỏ thắm. Tuy nhiên, chiếm số lượng lớn lao trong hợp tuyển, thiên nhiên không thuộc về những bài thơ ca ngợi vẻ đẹp của các vùng miền, của bốn mùa, mà rất phổ biến trong các bài tình ca hay vãn ca. Có lẽ bởi vì tình yêu, hoa nở, chim, gió, ánh trắng có ý nghĩa với thi nhân và dường như hoa lá cỏ cây trong con mắt thi nhân cũng có đời sống của chúng. Một đặc điểm dễ nhận thấy là thiên nhiên được miêu tả không chỉ thuần Nhật, cách thức miêu tả thiên nhiên cũng hoàn toàn khác thơ cổ Trung Hoa vốn thiên về ước lệ và cá nhân nhà thơ hoàn toàn là khách quan so với ngoại cảnh. Những bài thơ trong Vạn diệp tập luôn cho thấy hình bóng con người như là một phần của thiên nhiên, thiên nhiên và con người luôn hòa trộn trong những xúc cảm thống nhất, cân bằng. Đối diện với thiên nhiên khiến tâm trạng nhà thơ luôn hướng về người yêu dấu.
Đề tài về tình yêu và thiên nhiên ở trên không lấn át những đề tài khác: tình cảm mẹ con, tình bạn, tâm trạng của người lính thú xa nhà, sự hoài vọng tuổi thanh xuân của những người đã ở tuổi mãn chiều xế bóng, nỗi đau khi đối diện với bệnh tật, cảm hứng trước bầu rượu của thi nhân và được tập hợp thành từng cụm đề tài của Vạn diệp tập như những bài ca phương Đông, những bài ca lính thú, những bài ca xưa, mười ba bài tụng ca về rượu, thơ xướng họa v.v.

## Ý nghĩa
Với tất cả sự đồ sộ của khối lượng, sự bao quát lớn lao các tầng lớp sáng tác "từ quốc vương cho đến người đốn củi" và sự phong phú tuyệt vời về đề tài, công trình Vạn diệp tập không chỉ là kiệt tác của thời đại Nara mà còn xứng đáng là ngọn hải đăng của thơ ca Nhật Bản, không chỉ là tổng tập của thi ca Nhật Bản cổ đại mà còn xứng đáng là công trình độc nhất vô nhị không có bất cứ một công trình nào về sau được coi là tương đương với nó.